# Aphelinoidea subexserta
Aphelinoidea subexserta är en stekelart som beskrevs av Maksymilian Nowicki 1940. Aphelinoidea subexserta ingår i släktet Aphelinoidea och familjen hårstrimsteklar.
Artens utbredningsområde är:
- Slovakien.
- Ungern.

Inga underarter finns listade i Catalogue of Life.